# The Concert for Bangladesh (альбом)
The Concert for Bangladesh (первоначальное название The Concert for Bangla Desh, рус. Концерт для Бангладеш) — концертный тройной альбом и двойной DVD Джорджа Харрисона и его друзей-музыкантов, вышедший в 1971 году.

## Об альбоме

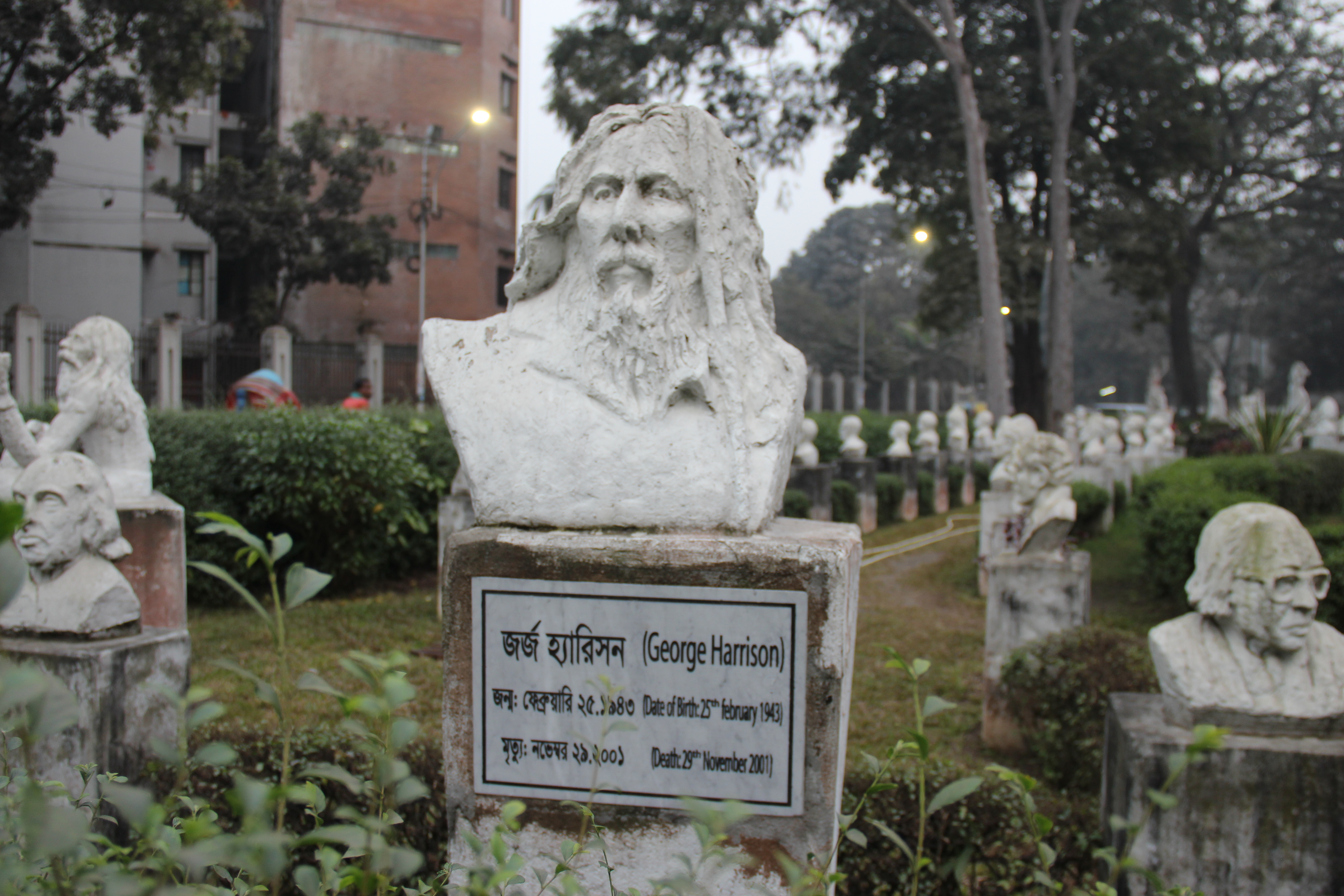
Памятник Джорджу Харрисону в Дакке, Бангладеш

The Concert for Bangladesh — запись благотворительного «Концерта для Бангладеш», проведённого в Мэдисон-сквер-гардене 1 августа 1971 года с целью сбора средств для жителей Бангладеш, пострадавших в результате разрушительного циклона и войны. «Концерт для Бангладеш» принято считать первым крупным благотворительным концертом в истории, состоявшимся за 14 лет до Live Aid. The Concert for Bangladesh выиграл премию «Грэмми» в категории «Альбом года».

## Список композиций
| №  | Название       | Автор(ы)    | Исполнители                  | Длительность |
| -- | -------------- | ----------- | ---------------------------- | ------------ |
| 1. | «Introduction» | —           | Джордж Харрисон, Рави Шанкар | 5:19         |
| 2. | «Bangla Dhun»  | Рави Шанкар | Рави Шанкар                  | 16:40        |

| №  | Название                        | Автор(ы)        | Исполнители     | Длительность |
| -- | ------------------------------- | --------------- | --------------- | ------------ |
| 3. | «Wah-Wah»                       | Джордж Харрисон | Джордж Харрисон | 3:30         |
| 4. | «My Sweet Lord»                 | Джордж Харрисон | Джордж Харрисон | 4:36         |
| 5. | «Awaiting on You All»           | Джордж Харрисон | Джордж Харрисон | 3:00         |
| 6. | «That’s the Way God Planned It» | Билли Престон   | Престон         | 4:20         |

| №  | Название                       | Автор(ы)        | Исполнители                   | Длительность |
| -- | ------------------------------ | --------------- | ----------------------------- | ------------ |
| 1. | «It Don’t Come Easy»           | Ринго Старр     | Ринго Старр                   | 3:01         |
| 2. | «Beware of Darkness»           | Джордж Харрисон | Джордж Харрисон, Леон Расселл | 3:36         |
| 3. | «Band Introduction»            | —               | Джордж Харрисон               | 2:39         |
| 4. | «While My Guitar Gently Weeps» | Джордж Харрисон | Джордж Харрисон               | 4:53         |

| №  | Название                                | Автор(ы)                                                       | Исполнители               | Длительность |
| -- | --------------------------------------- | -------------------------------------------------------------- | ------------------------- | ------------ |
| 5. | «Medley: Jumpin’ Jack Flash/Youngblood» | Мик Джаггер, Кит Ричардс/Джерри Либер, Майк Столлер, Док Помус | Леон Расселл, Дон Престон | 9:27         |
| 6. | «Here Comes the Sun»                    | Джордж Харрисон                                                | Джордж Харрисон           | 2:59         |

| №  | Название                                           | Автор(ы)  | Исполнители | Длительность |
| -- | -------------------------------------------------- | --------- | ----------- | ------------ |
| 1. | «A Hard Rain’s A-Gonna Fall»                       | Боб Дилан | Боб Дилан   | 5:44         |
| 2. | «It Takes a Lot to Laugh, It Takes a Train to Cry» | Боб Дилан | Боб Дилан   | 3:07         |
| 3. | «Blowin’ in the Wind»                              | Боб Дилан | Боб Дилан   | 4:07         |
| 4. | «Mr. Tambourine Man»                               | Боб Дилан | Боб Дилан   | 4:45         |
| 5. | «Just Like a Woman»                                | Боб Дилан | Боб Дилан   | 4:49         |

| №  | Название      | Автор(ы)        | Исполнители     | Длительность |
| -- | ------------- | --------------- | --------------- | ------------ |
| 6. | «Something»   | Джордж Харрисон | Джордж Харрисон | 3:42         |
| 7. | «Bangla Desh» | Джордж Харрисон | Джордж Харрисон | 4:55         |

## Позиции в хит-парадах
Годовые чарты:
| Чарт (1972)                        | Позиция |
| ---------------------------------- | ------- |
| Италия (FIMI)                      | 24      |
| Нидерланды (Buma/Stemra)           | 5       |
| США (Billboard Top Popular Albums) | 16      |